# سرو خمره‌ای
سرو خُمره‌ای، نوج (Platycladus)، سرده‌ای از درختان همیشه‌سبز، از دسته مخروطیان (Pinophyta) رده ناژویان (Pinopsida)، راسته کاجیان (Pinales) و تیره سروها (Cupressaceae) است.

تنها گونه موجود در سرده «سرو خمره‌ای» خود سرو خمره‌ای (با نام دوجمله‌ای Platycladus orientalis) است که با نام سرو طَبَری هم شناخته می‌شود.
سرو خمره‌ای بومی شمال غربی چین، کره و مناطق همجوار روسیه است اما انسان آن را وارد طبیعت نقاط دیگر دنیا از جمله ژاپن، هند و ایران کرده است.
برگ‌های سرو خمره‌ای فلس‌مانند به صورت توده‌های مسطح عمودی است که در انتهای شاخه‌ها واقع شده‌اند.
سرو خمره‌ای درخت یا درختچه‌ای است کوتاه و بوته‌ای با تاج متراکم، باریک و هرمی‌شکل، دارای شاخه‌های گسترده و بالارونده. پوست تنه آن نازک و به رنگ آجری است.

## کاربردها
سرو خمره‌ای را بیشتر به عنوان درختی تزئینی بکار می‌برند. در شمال چین آن را درخت زندگی می‌نامند و گفته شده که بازمانده‌های سروهای خمره‌ای که در پیرامون نیایشگاه‌های بودایی کاشته می‌شده در شمال چین دیده شده.
چوب آن امروزه هم در نیایشگاه‌های بودایی هم برای ساختمان‌سازی و هم به عنوان عود بکار می‌رود.